# Real Futsal Arzignano
El Real Futsal Arzignano es un equipo italiano de fútbol sala de la ciudad de Arzignano, provincia de Vicenza. Fue fundado en 1994 como Arzignano Grifo Calcio a 5 y refundado en 2010. Actualmente juega en la Serie A2 de la Divisione Calcio a 5. Obtuvo 2 Scudetti en su historia y participó en 2 ocasiones en la Copa de la UEFA de fútbol sala.

## Plantilla 2008/2009
|    | Nac.      | Nombre                     | Sobrenombre | Ruolo     |
| -- | --------- | -------------------------- | ----------- | --------- |
| x  | Italia    | Alessandro Momo            | MOMO        | Portero   |
| x  | Italia    | Alexander Feller           | FELLER      | Portero   |
| x  | Brasil    | Marcio Roberto Brancher    | MARCIO      | Cierre    |
| x  | Paraguay  | Carlos Raul Chilavert      | CHILAVERT   | Cierre    |
| x  | Italia    | Gabriel Lima               | LIMA        | Cierre    |
| x  | Italia    | Andrea Bearzi Piccinini    | BEARZI      | Ala       |
| x  | Brasil    | Jonas Pinto Junior         | JONAS       | Ala       |
| x  | Brasil    | Alexandre Rosa Ferreira    | ALEXANDRE   | Cierre    |
| X  | Italia    | Fernando Grana             | NANDO GRANA | Ala       |
| x  | Argentina | Leandro Esteban Cuzzolino  | CUZZOLINO   | Ala       |
| x  | Italia    | Rosario Bonventre          | BONVENTRE   | Ala       |
| x  | Brasil    | Rodrigo Bizzarri           | ESQUERDA    | Universal |
| 10 | Colombia  | Jhon Pinilla               | ZORRO       | Universal |
| x  | Italia    | Cristian Rizzo             | RIZZO       | Pivot     |
| x  | Brasil    | Renato Clayton Baptistella | BAPTISTELLA | Pivot     |

Entrenador:  Tiago Polido

## Palmarés
- Campeón de Serie A 2003/2004 y 2005/2006
- Copa Italia 2008/2009
- Supercopa de Italia 2004 y 2006
- Campeón de Serie B 1998/1999
- Copa Italia Serie B 1998/1999